# Bridie Kean
Bridie Kean, née le 27 février 1987 à Parkdale (en) dans l'état de Victoria, Australie, est une joueuse de basketball en fauteuil roulant et une canoéiste australienne.
Elle remporte une médaille de bronze aux Jeux paralympiques d'été de 2008 à Pékin et une médaille d'argent aux Jeux paralympiques d'été de 2012 à Londres. En 2016, elle est championne du monde de va'a.

## Biographie
Kean est née le 27 février 1987, . À deux ans, elle subit une amputation des deux pieds à la suite d'une septicémie à méningocoque. Un prix en l'honneur de Kean, reconnaissant les valeurs de compassion et de bravoure, est remis chaque année à une étudiante du Kilbreda College, où elle est allée à l'école. En 2012, elle vit à Alexandra Headland, Queensland.
Kean passe une année sabbatique en Angleterre en 2005. Elle obtient un baccalauréat universitaire en sciences de l'Université de l'Illinois à Urbana-Champaign en 2010 puis un diplôme de maîtrise en santé publique de l'Université du Queensland. En 2015, elle travaille sur son doctorat de promotion de la santé à l'Université de la Sunshine Coast. En 2016, elle est la directrice de son programme Sports Elite et Education Dual (SEED), qui a permis aux athlètes d'élite ayant un handicap de combiner étude avec entraînement de haute performance et compétition.

## Basket-ball en fauteuil roulant
À 15 ans, Kean est encouragée à se lancer dans le basketball en fauteuil roulant par Liesl Tesch . Elle est invitée à un camp d'entraînement et commence à pratiquer le sport au niveau régional et national en 2003. En 2011/2012, la Commission australienne des sports lui  accorde une subvention de 17 000 dollars australiens dans le cadre de son programme de soutien direct aux athlètes (DAS). Joueuse à 4 points (en),,, elle joue en tant qu'attaquante.

### Club

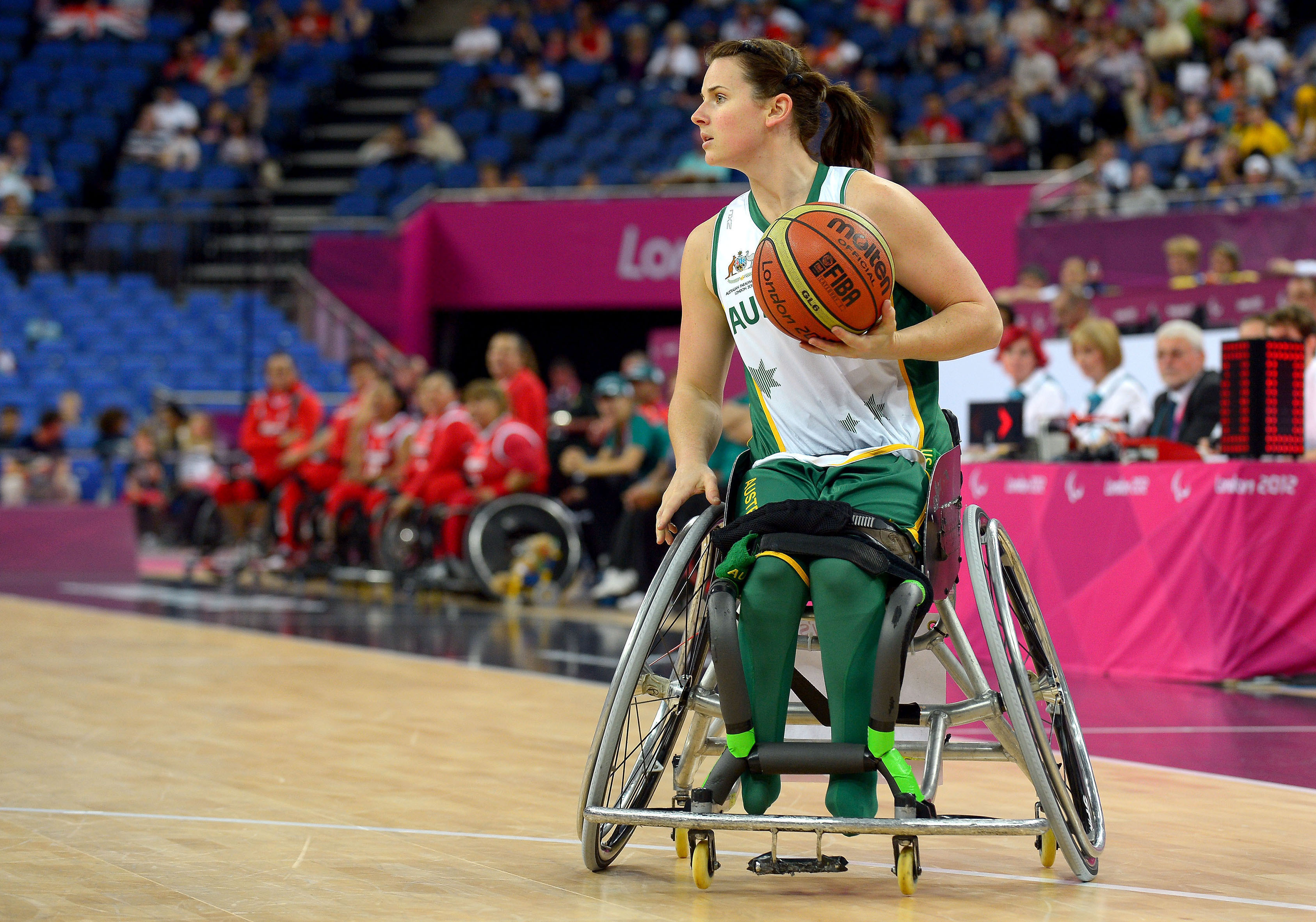
Kean aux Jeux paralympiques de Londres 2012

Kean fait ses débuts dans la Women's National Wheelchair Basketball League (en) (Ligue nationale féminine de basketball en fauteuil roulant) (WNWBL) en 2007. En 2012, elle joue au basket-ball de club pour les Minecraft Comets de Brisbane, et est la capitaine de l'équipe pour la saison,. En septembre 2012, elle joue pour le Hamburger SV, qui revient dans la première ligue allemande après une absence de deux saisons,,. Le Hamburger SV remporte le championnat national pour la huitième fois en 2013. En 2014, elle retourne en Australie où elle mène les Minecraft Comets à leur toute première victoire au titre national, décrochée par un tir crucial de trois points de Kean en fin de match. Elle fait ses débuts en équipe nationale en 2007 lorsqu'elle participe au tournoi de qualification de l'IWBF. Elle est sélectionnée pour représenter l'Australie au tournoi des quatre nations 2009 au Canada, étant l'une des six joueuses qui ont joué pour les Dandenong Rangers dans la WNWBL. En juillet 2010, elle participe à une série de tests de trois matchs contre l'Allemagne. En 2010, elle est membre de l'équipe qui dispute la Coupe d'Osaka. Elle représente l'Australie aux Championnats du monde 2010 où son équipe finit quatrième.

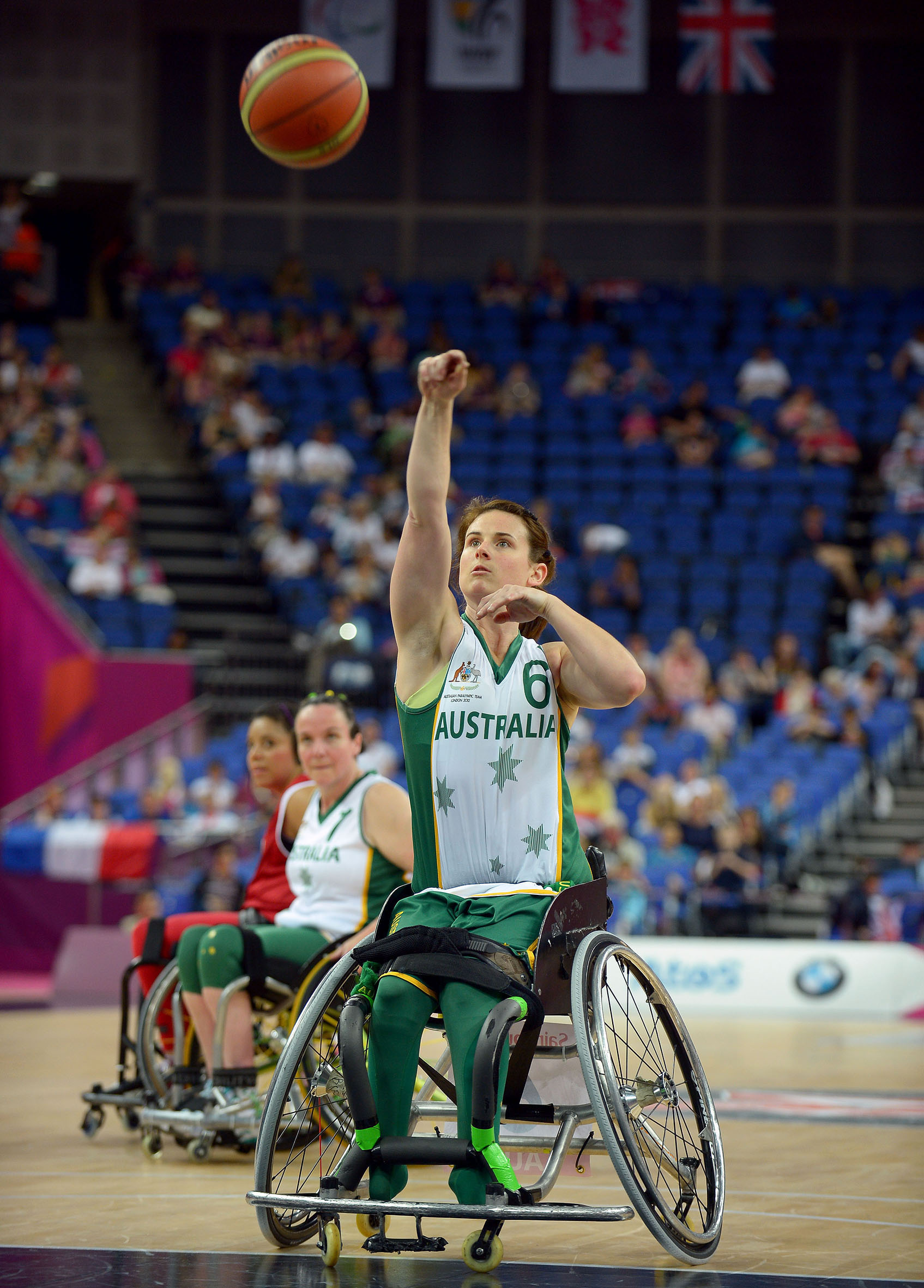
Kean aux Jeux paralympiques de Londres 2012

Elle fait partie des Gliders, l'équipe nationale de basket-ball en fauteuil roulant des femmes australiennes, médaillée de bronze aux Jeux paralympiques d'été de 2008,. Son équipe bat le Canada 53–47 pour remporter cette médaille. Elle déclare à propos de la performance de son équipe en 2008 : « Nous avons très bien travaillé ensemble en équipe et notre médaille est un honneur à beaucoup de travail acharné et de dévouement. ».
En octobre 2011, elle est nommée au sein de l'équipe nationale senior qui participe au tournoi de qualification paralympique pour les Jeux paralympiques d'été de 2012 à Londres. Elle est la capitaine des Gliders à ces Jeux. Durant le match pour la médaille d'or contre l'Allemagne, elle joue 13 minutes 02 secondes. Son équipe perd 44-58 et remporté la médaille d'argent. Elle marque 1 point et a quatre rebonds dans le match.

## Canoë
Les Gliders n'étant pas qualifiés pour les Jeux paralympiques d'été de 2016 à Rio de Janeiro, Kean commence le canoë, entraînée par Gayle Mayes (en), qui a représenté l'Australie aux Jeux olympiques d'été de 1992 à Barcelone. Avec ses coéquipiers No Limits de Mooloolaba, elle remporte l'or dans les finales Para Mixed V12 500m et Para Mixed V6 1000m aux championnats IVF Va'a World Elite and Club Sprints au lac Kawana sur la Sunshine Coast.